# Liste des monuments historiques de Saint-Émilion
Cet article recense les monuments historiques de Saint-Émilion, en France.

## Statistiques
Saint-Émilion compte 22 édifices comportant au moins une protection au titre des monuments historiques. C'est la deuxième commune du département de la Gironde en nombre de bâtiments protégés, loin derrière Bordeaux (362).

## Liste
| Monument                                           | Adresse                            | Coordonnées                        | Notice         | Protection | Date | Illustration                                       |
| -------------------------------------------------- | ---------------------------------- | ---------------------------------- | -------------- | ---------- | ---- | -------------------------------------------------- |
| Bâtiment accolé à la porte de la Cadène            |                                    | 44° 53′ 37″ nord, 0° 09′ 20″ ouest | « PA00083722 » | Inscrit    | 1966 | Bâtiment accolé à la porte de la Cadène            |
| Chapelle du Chapitre de Saint-Émilion              |                                    | 44° 53′ 38″ nord, 0° 09′ 23″ ouest | « PA00083723 » | Classé     | 1964 | Image manquante Téléverser                         |
| Chapelle de la Madeleine                           |                                    | 44° 53′ 21″ nord, 0° 09′ 25″ ouest | « PA00083724 » | Inscrit    | 1965 | Chapelle de la Madeleine                           |
| Chapelle de la Trinité                             |                                    | 44° 53′ 35″ nord, 0° 09′ 23″ ouest | « PA00083732 » | Classé     | 1889 | Chapelle de la Trinité                             |
| Château Ausone                                     |                                    | 44° 53′ 20″ nord, 0° 09′ 25″ ouest |                | Inscrit    | 2015 | Château Ausone                                     |
| Château Canon                                      |                                    | 44° 53′ 35″ nord, 0° 09′ 48″ ouest | « PA33000194 » | Inscrit    | 2015 | Château Canon                                      |
| Château Coutet                                     |                                    | 44° 53′ 53″ nord, 0° 10′ 26″ ouest | « PA33000195 » | Inscrit    | 2015 | Image manquante Téléverser                         |
| Château Grand Mayne                                |                                    | 44° 53′ 58″ nord, 0° 10′ 29″ ouest | « PA33000196 » | Inscrit    | 2015 | Image manquante Téléverser                         |
| Château Pindefleurs                                |                                    | 44° 53′ 13″ nord, 0° 10′ 54″ ouest | « PA33000193 » | Inscrit    | 2015 | Image manquante Téléverser                         |
| Château du Roi                                     |                                    | 44° 53′ 31″ nord, 0° 09′ 25″ ouest | « PA00083726 » | Classé     | 1886 | Château du Roi                                     |
| Château Soutard                                    |                                    | 44° 53′ 52″ nord, 0° 09′ 01″ ouest | « PA33000192 » | Inscrit    | 2015 | Château Soutard                                    |
| Cloître des Cordeliers de Saint-Émilion            |                                    | 44° 53′ 36″ nord, 0° 09′ 17″ ouest | « PA00083725 » | Classé     | 2005 | Cloître des Cordeliers de Saint-Émilion            |
| Doyenné de Saint-Émilion                           |                                    | 44° 53′ 37″ nord, 0° 09′ 24″ ouest | « PA00083727 » | Classé     | 1964 | Doyenné de Saint-Émilion                           |
| Église du couvent des Dominicains de Saint-Émilion |                                    | 44° 53′ 45″ nord, 0° 09′ 22″ ouest | « PA00083729 » | Inscrit    | 1957 | Église du couvent des Dominicains de Saint-Émilion |
| Église monolithe de Saint-Émilion                  |                                    | 44° 53′ 36″ nord, 0° 09′ 23″ ouest | « PA00083731 » | Classé     | 1886 | Église monolithe de Saint-Émilion                  |
| Collégiale Saint-Émilion de Saint-Émilion          |                                    | 44° 53′ 39″ nord, 0° 09′ 23″ ouest | « PA00083728 » | Classé     | 1840 | Collégiale Saint-Émilion de Saint-Émilion          |
| Église Saint-Martin de Mazerat                     |                                    | 44° 53′ 34″ nord, 0° 09′ 51″ ouest | « PA00083730 » | Classé     | 1920 | Église Saint-Martin de Mazerat                     |
| Logis de Malet                                     | Rue des Écoles place Pierre Meyrat | 44° 53′ 37″ nord, 0° 09′ 27″ ouest | « PA33000163 » | Inscrit    | 2012 | Logis de Malet                                     |
| Maison gothique                                    | rue Guadet                         | 44° 53′ 38″ nord, 0° 09′ 18″ ouest | « PA00083733 » | Inscrit    | 1988 | Maison gothique                                    |
| Palais des Archevêques de Saint-Émilion            |                                    | 44° 53′ 45″ nord, 0° 09′ 17″ ouest | « PA00083734 » | Classé     | 1886 | Palais des Archevêques de Saint-Émilion            |
| Porte de la Cadène                                 |                                    | 44° 53′ 37″ nord, 0° 09′ 20″ ouest | « PA00083735 » | Classé     | 1920 | Porte de la Cadène                                 |
| Remparts de Saint-Émilion                          |                                    | 44° 53′ 36″ nord, 0° 09′ 28″ ouest | « PA00083736 » | Classé     | 1886 | Remparts de Saint-Émilion                          |